# Juta (Hungria)
Juta é um município da Hungria, situado no condado de Somogy. Tem 19,23 km² de área e sua população em 2019 foi estimada em 1.146 habitantes.